# Miguel Pereira
Miguel Pereira là một đô thị thuộc bang Rio de Janeiro, Brasil. Đô thị này có diện tích 287,356 km², dân số năm 2007 là 23903 người, mật độ 94,6 người/km².